# Matthew Brady
Pour les articles homonymes, voir Brady.
Matthew Brady (1799 – 4 mai 1826) était le fils de deux immigrants irlandais. Il s'illustra comme bushranger opérant en Tasmanie, appelée à l'époque le « pays de Van Diemen». Il fut parfois appelé le « Gentleman Bushranger », car il traitait bien ses victimes et possédait de bonnes manières.

## Biographie
Brady était né à Manchester, en Angleterre. À l'origine caporal-chef dans un régiment britannique, c'était un homme cultivé et bien éduqué. Condamné à mort pour usage de faux, sa peine fut commuée en déportation dans la colonie pénale de Nouvelle-Galles du Sud. Il se révolta contre les conditions de détention à Sydney, et fut envoyé à la colonie pénitentiaire sinistrement connue de Sarah Island à  Macquarie Harbor, appelée les « Portes de l'enfer ».
Bien que considéré comme un criminel dangereux et incorrigible, Brady parvint à s'évader de Sarah Island en 1824 avec 13 autres prisonniers, et s'engagea dans une équipée criminelle dans les fermes et villages de toute la Tasmanie. 
Brady se considérait comme un gentleman, qui ne volerait ni n'insulterait jamais une femme. En revanche, l'armée le considérait comme un bushranger dangereux. Lorsque le gang de Brady attaqua le bourg de Sorell et en captura la garnison, le commandant de celle-ci, le Lieutenant William Gunn fut touché au bras et dut être amputé. À la suite de cet événement, le gouverneur George Arthur offrit une récompense pour la capture de Brady et de sa bande.
En réponse, Brady offrit une récompense de « vingt gallons de rhum » à toute personne qui lui remettrait le gouverneur Arthur.
Après 21 mois de liberté dans le « pays de Van Diemen », Brady et sa bande s'emparèrent d'un bateau dans l'intention de se rendre sur le continent australien. Mais à cause du mauvais temps qui régnait dans le détroit de Bass, ils durent faire demi-tour.
Finalement, un des membres de la bande, un ancien forçat, nommé Cowan, le trahit pour obtenir sa grâce. Après la bataille qui s'ensuivit, Brady parvint à s'enfuir malgré de graves blessures, mais il fut capturé peu après par le célèbre chasseur de primes, John Batman.
Brady fut pendu le 4 mai 1826 à l'ancienne prison de Hobart. Quatre autres bushrangers furent pendus avec lui, dont Mark Jefferies le cannibale. Brady se plaignit âprement d'être pendu auprès de lui, soulignant que Jefferies était non seulement un mouchard, mais aussi un cannibale et un tueur en série. La cellule de Brady fut remplie de fleurs offertes par les femmes de Hobart, ce qui tendit à confirmer sa prétention à être le « Gentleman Bushranger ».